# Carmen de la Torre
Carmen de la Torre Vivero (Madrid, 1931 – ibídem, 15 de diciembre de 2008) fue una poeta española encuadrada dentro del movimiento denominado Versos con faldas.

## Trayectoria
Desde niña escribía poemas, pero consciente de que en España nadie vive de la poesía, buscó colaboraciones en prensa que le proporcionaran ingresos regulares. Se presentó a unas oposiciones en 1947 auxiliares del Ministerio de Hacienda, pero no se sabe si llegó a ser funcionaria de este ministerio. Se diplomó por el Real Conservatorio Superior de Música de Madrid, obtuvo en 1951 el primer premio de declamación y fue profesora de esta disciplina en el mismo centro.
En 1952, publicó su primer libro de versos, En las orillas de un lago, con prólogo del Marqués de Lozoya, momento a partir del cual comenzó a colaborar con revistas de Europa y América. Su interés por la capa española la llevó a la componer al menos dos libros en su honor, lo que le valió su admisión en la Asociación Española de la Capa. El 31 de marzo de 1963, contrajo matrimonio con José Luis Comas Acosta y ambos fueron considerados como «capistas» en las fotografías realizadas por Santos Yubero En 1965 y en autoedición publicó Capas españolas, con prólogo del doctor Castillo de Lucas.
En enero de 1974, en el homenaje al pintor Eduardo Rosales, pronunció en la Real Sociedad  Económica de Amigos del País, la conferencia «Páginas de la vida del pintor Eduardo Rosales», en la que analizó sus primeros pasos por el camino del arte, su estancia en Roma, obras, galardones, y último, las circunstancias de su muerte
En marzo de 1979 presentó en el Club Internacional de Prensa un poemario que se consideró extraordinario; Presentimiento. Y ese mismo año una asociación cultural de Alcorcón la eligió para la presentación en el Ateneo de Madrid del I Certamen Nacional de Poesía Alforjas para la Paz.
Murió en Madrid el 15 de diciembre de 2008 sin dejar descendencia.

## Reconocimientos
Fue nombrada Miembro Académico de la Accademia di Paestum de Salerno; Miembro correspondiente de la Vinculación de Ciencias, Artes y Letras de Buenos Aires; Mirembro del Comité de Honor del Club de Intelectuales Franceses de París; Miembro de Honor de la Columbus Association de Triestre; Miembro de Honor del Instituto Genealógico Brasileiro de Sao Paulo; Miembro Correspondiente de la Academia de Filosofía y Literatura de Buenos Aires, entre otros.
En 1962 la Academia literaria Ansaldi, de París, le concedió la medalla civil francesa de plata  por sus méritos literarios y culturales. Recibió además la Medalla de Honor y Mérito de la Vinculación de Ciencias, Artes y Letras de Buenos Aires (1959, la Encomienda de la Estrella de Mérito de la Legion des Volontaires du Sang, la Medalla de Mérito Artístico y Cultural de la Capital de Francia (1962) y la Medalla de las Palmas del Mérito del Conservatorio de Bois-Colombes (1963).

## Obra[10]
- 1953. En las orillas de un lago. Madrid: ed. de la autora. [Poesía]
- 1963. Parajes líricos. Madrid: ed. de la autora. [Poesía]
- 1965. Capas españolas. Madrid: ed. de la autora. [Poesía]
- 1965. Glosas poéticas de los refranes de la capa. Madrid: ed. de la autora. [Poesía]
- 1970. Poemas a Madrid. Madrid: ed. de la autora. [Poesía]
- 1974. Eternidad. Madrid: ed. de la autora. [Poesía]
- 1977. Presentimiento. Madrid: Martín & Macías, [Poesía]
- 1978. Páginas de la vida del pintor Eduardo Rosales. Madrid: Reyes. [Biografía]
- 1985. Roca. Madrid: Catoblepas. [Poesía]
- 1986. Camino de Bulgaria. Madrid: Editorial Popular. [Biografía]
- 1987. Poemas de mis viajes. Madrid: ed. de la autora. [Poesía]